# Via le mani dagli occhi
Via le mani dagli occhi è un singolo del gruppo musicale italiano Negramaro, pubblicato il 28 marzo 2008 come quarto estratto dal quarto album in studio La finestra.

## Pubblicazione
Il CD singolo pubblicato a maggio di Via le mani dagli occhi è il primo pubblicato in Italia a sfruttare il doppio formato CD da un lato e vinile dall'altro. Il lato CD contiene un'inedita versione acustica del brano, insieme alla versione trasmessa in radio, e disponibile fino a quel momento per il download digitale, mentre il lato vinile soltanto la versione acustica.
Nel mese di luglio del 2008 invece è stata pubblicata una versione della canzone remixata da Andro.i.d. e pubblicata su vinile e su CD singolo.

## Video musicale
Il videoclip, girato all'Arena Civica di Milano, è diretto da Marco Gentile e vede la partecipazione dell'atleta paralimpico Oscar Pistorius. I Negramaro, con la partecipazione di Pistorius, cercano di lanciare un messaggio contro ogni tipo di pregiudizio.

## Tracce
Testi e musiche di Giuliano Sangiorgi.
CD promozionale
1. Via le mani dagli occhi – 3:48

CD+7"
- CD

1. Via le mani dagli occhi – 3:48
2. Via le mani dagli occhi (versione acustica)

- 7"

1. Via le mani dagli occhi (versione acustica)

CD promozionale – remix
1. Via le mani dagli occhi (Andro.i.d. Edit RMX)

12" – remix
- Lato A

1. Via le mani dagli occhi (Extended RMX)
2. Via le mani dagli occhi (Edit RMX)

- Lato B

1. Via le mani dagli occhi (Album Version) – 3:48
2. Via le mani dagli occhi (Instrumental RMX)

## Formazione
Gruppo
- Giuliano Sangiorgi – voce, chitarra, arrangiamento
- Andrea Mariano – pianoforte, sintetizzatore, arrangiamento
- Emanuele Spredicato – chitarra, arrangiamento
- Danilo Tasco – batteria, arrangiamento
- Ermanno Carlà – basso, arrangiamento
- Andrea De Rocco – campionatore, arrangiamento

Produzione
- Corrado Rustici – produzione, arrangiamento
- David Frazer – registrazione, missaggio
- Mike Boden – assistenza tecnica
- George Marino – mastering